# Arnold Brown
Arnold Brown, född 13 december 1913 i London, död 26 juni 2002, var  Frälsningsarméns 11:e general (internationella ledare) 1977-1981.